# Hemoglobinuria nocturna paroxística
La hemoglobinuria paroxística nocturna (HNP), conocida también como síndrome de Marchiafava-Micheli, es una enfermedad rara y crónica causada por un defecto en la membrana (superficie celular) de las células sanguíneas, debido a una mutación espontánea en ciertos reguladores de la activación del sistema complemento (parte del sistema inmune primario). Esta activación del sistema del complemento lleva a la destrucción de los glóbulos rojos, proceso conocido como hemólisis, que se produce dentro de los vasos sanguíneos. Descrita inicialmente por William Gull en 1866, luego en 1882 por Paul Strübing, quien asoció la patología a los glóbulos rojos, y por Thomas Hale Ham en 1983, quien identificó el papel de las proteínas del complemento en la enfermedad.

## Causas
Se debe a una mutación en el gen PIG-A que codifica para una proteína de la membrana celular localizada en el cromosoma X, llamada glucosilfosfatidilinositol (GPI). El GPI sirve de tallo o puente de anclaje de varias proteínas (CD55 y CD59, entre otras) a la superficie de la célula, y la protege contra la destrucción por parte del sistema del complemento. La ausencia de tallos GPI hace a la célula anormalmente susceptible a lisis mediada por complemento. El trastorno de estos glóbulos rojos ocurre a nivel de las células pluripotenciales (mutación somática), por lo que es común ver afectadas a otras líneas celulares sanguíneas, como plaquetas y leucocitos.

## Síntomas
El nombre de la enfermedad, con los conocimientos actuales, no la describiría correctamente, ya que no siempre aparece hemoglobinuria (excreción de hemoglobina con la orina), no es paroxística, sino que la hemólisis intravascular es continua, y la hemólisis no se produce sólo durante la noche. Los pacientes con HPN presentan síntomas comunes a otras patologías (fatiga, debilidad, mareos, entre otros), y es frecuente encontrar, además:
- orina oscura intermitente (hemoglobinuria)
- fatiga intensa o cansancio muy acusado
- dolor abdominal
- dolor en el pecho
- dolor de espalda
- dolor de cabeza
- dificultad para respirar
- dificultad al tragar
- anemia
- disfunción eréctil

La mayoría de la sintomatología se debe a la hemólisis intravascular. Con la hemólisis, se produce una liberación masiva de hemoglobina en el seno intravascular, lo que genera un efecto tóxico, así como un consiguiente secuestro del óxido nítrico (NO). La depleción de óxido nítrico produce vasoconstricción periférica y una distonía de la musculatura lisa, causante de buena parte de la sintomatología.

## Consecuencias
La HPN es una enfermedad grave y potencialmente mortal, especialmente si no se hace un abordaje temprano y adecuado. Históricamente, la tasa de mortalidad de los pacientes que solo recibían terapia de soporte ha sido del 35 por ciento, a los cinco años del diagnóstico. Las principales consecuencias de la enfermedad son las siguientes:
- Trombosis tanto en las venas como en las arterias. La más frecuente es la trombosis venosa profunda, seguida de la trombosis en venas hepáticas, porta, esplénica, mesentérica, cava inferior, venas del SNC, venas dérmicas o vena central de la retina. La trombosis también puede manifestarse como ictus, infarto al miocardio o como accidente isquémico transitorio.[8][9][10]
- insuficiencia renal
- hipertensión pulmonar
- daño en órganos diana (hígado, cerebro, corazón y otros)

## Diagnóstico
La prueba de diagnóstico para la HPN es la citometría de flujo, que se realiza con sangre periférica. Esta prueba de laboratorio identifica a las células sanguíneas que no tienen proteínas de anclaje (GPI) (monocitos, granulocitos y glóbulos rojos). El porcentaje de células sanguíneas deficitarias de GPI respecto al total de células sanguíneas se denomina clon HPN.
Aunque los signos y síntomas que pueden llevar a la sospecha de la enfermedad son muy diversos, los principales grupos de pacientes donde debe descartarse la enfermedad son los siguientes:
- anemias hemolíticas con prueba de Coombs negativa
- citopenias idiopáticas
- hemoglobinuria
- trombosis idiopáticas
- anemias aplásicas
- síndrome mielodisplásico con presencia de anemia refractaria

Otras pruebas para llevar a cabo un diagnóstico completo de esta afección son las siguientes:
- hemograma completo
- Niveles de LDH (lactato deshidrogenasa) y de haptoglobina, para averiguar el grado de hemólisis
- hemoglobina en la orina
- creatinina sérica y filtrado glomerular
- determinación del ProBNP o NT-ProBNP (para la hipertensión pulmonar)
- pruebas de imagen: ecografía Doppler o resonancia magnética (principalmente para descartar trombosis)

## Tratamiento
Hasta el 2007, los pacientes con HPN se trataban únicamente con terapias de soporte:
- Transfusiones: muchas veces imprescindibles para la recuperación de la anemia, pero pueden ocasionar, a largo plazo, sobrecarga de hierro e inmunizaciones.[7]
- Vitaminas: vitamina B y ácido fólico, para favorecer la formación de glóbulos rojos.
- Anticoagulantes: no son realmente efectivos para prevenir las trombosis en el entorno de la HPN.[9]
- Corticoides: potentes como antiinflamatorios, utilizados en ciertas crisis hemolíticas, con poco resultado y con efectos secundarios a largo plazo.

### Tratamientos para la HPN

#### Eculizumab
En el 2007, se autorizó este tratamiento específico para la HPN. Se trata de un anticuerpo monoclonal humanizado que bloquea la proteína C5 del sistema del complemento, con lo que impide la activación del complemento terminal y, por tanto, la hemólisis.
Los ensayos clínicos con eculizumab demostraron eficacia tanto en la reducción de las trombosis, en un 92 por ciento como una mejoría o un mantenimiento de la función renal, en el 93 por ciento de los casos. El tratamiento con eculizumab también redujo la hipertensión pulmonar en un 50 por ciento, así como el número de unidades transfundidas, en un 73 por ciento. Además, en las primeras etapas, el tratamiento redujo significativamente la fatiga experimentada por los pacientes, y produjo una mejoría de la calidad de vida.
Los estudios a largo plazo también han demostrado que el tratamiento cambia la historia natural de la enfermedad y que la supervivencia se iguala a la de la población general de la misma edad y del mismo sexo.
En general, el tratamiento es bien tolerado. A nivel de seguridad, es importante tener presente que los pacientes deben vacunarse frente a Neisseria meiningitidis antes de iniciar el tratamiento, dado que el anticuerpo bloquea la fracción distal del sistema del complemento, responsable principal de actuar frente a este grupo de bacterias encapsuladas.

#### Trasplante de médula ósea
El trasplante de médula ósea (TMO) parece ser el único tratamiento curativo; sin embargo, al tratarse de un tratamiento de alto riesgo y con alto índice de morbimortalidad, quedaría relegado a pacientes con una insuficiencia medular grave asociada a la HPN.